# Ducado de Cea

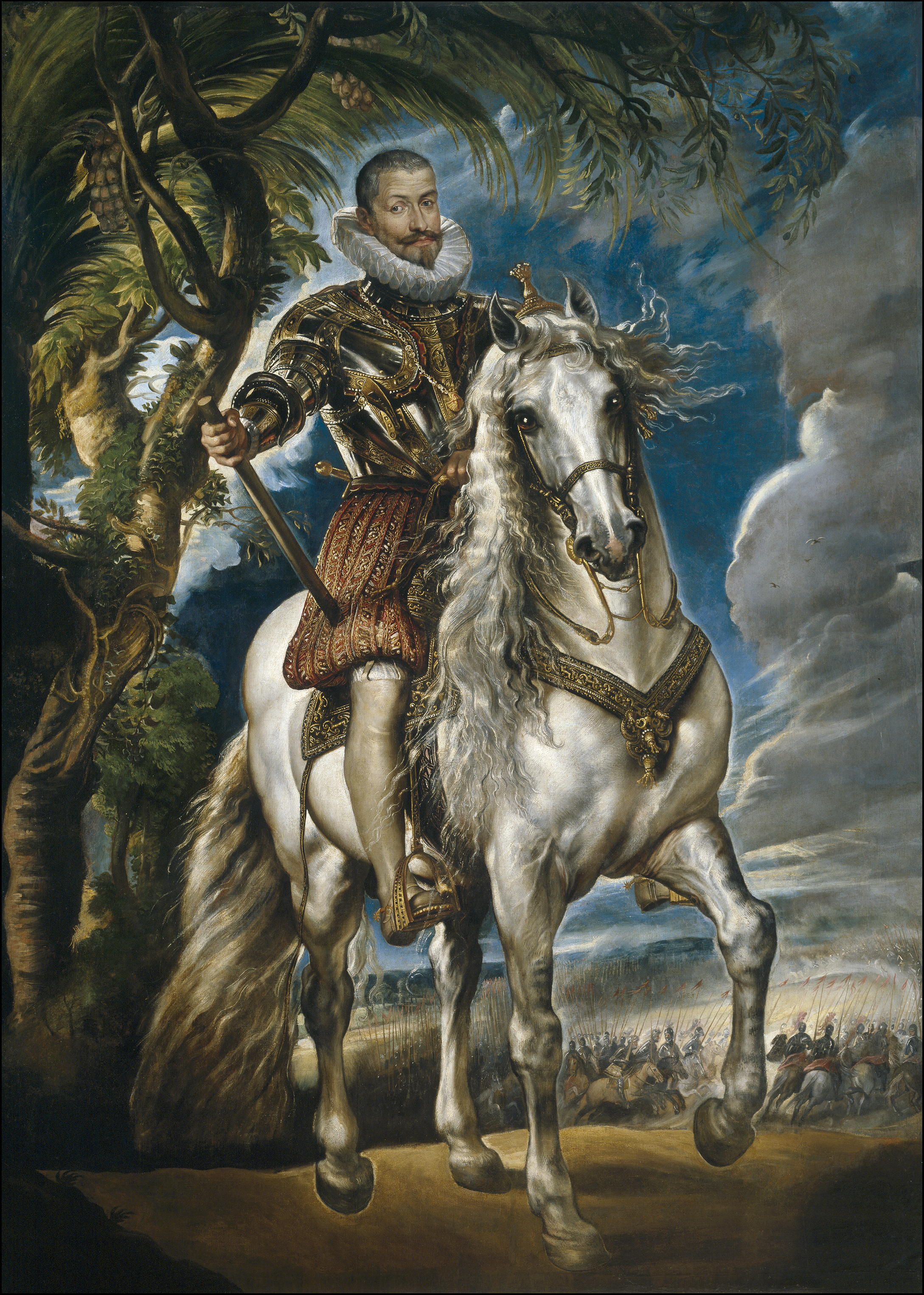
Francisco Gómez de Sandoval Rojas y de la Cerda, I duque de Lerma, padre de Cristóbal Gómez de Sandoval Rojas y de la Cerda, I y único duque de Cea. Retrato de Rubens.

El ducado de Cea es un título nobiliario español, creado en 20 de enero de 1604, por el rey Felipe III ad personam y a favor de Cristóbal Gómez de Sandoval de la Cerda y Rojas, I marqués de Cea. El título no fue utilizado oficialmente por sus descendiente debido a que «no está acreditado el carácter hereditario del título de duque de Cea pues parece ser que fue concedido con carácter personal». «Su hijo y sucesor fue autorizado para seguir usándolo por Felipe IV; quedó cancelado por no estar acreditado su carácter hereditario».
Cristóbal Gómez de Sandoval Rojas y de la Cerda era hijo de Francisco Gómez de Sandoval-Rojas y Borja, I duque de Lerma, V marqués de Denia, IV conde de Lerma (elevado a ducado de Lerma), I conde de Ampudia, y de Catalina de la Cerda y Manuel de Portugal, hija del IV duque de Medinaceli.
Su denominación hace referencia a la localidad de Cea, (León), de cuya villa eran señores los condes de Lerma, luego duques de Lerma, antepasados del I duque de Cea.